# Liceul muzical
Liceul muzical (engleză: High School Musical) este un film de televiziune american câștigător al unui premiu Emmy. Premierea filmului a avut loc pe 20 februarie 2006 (în Statele Unite), devenind cel mai reușit film dintre toate filmele produse de Compania Disney. Acest film are continuarea pe High School Musical 2,  realizat în 2007 și pe High School Musical 3: Senior Year, care se realizează teatral în Octombrie 2008. Acesta va fi primul film Disney care are continuare teatrală. Al patrulea film, High School Musical 4, este anunțat ca fiind doar în fazele de scriere.
High School Musical este un film multi-vizionat al Canalului Disney, cu 7.7 milioane de telespectatori la premierea televizată din USA. În Marea Britanie, el a fost urmărit de 789,000 de spectatori la prima televizare (și 1.2 milioane de privitori pe durata primei săptămâni), fiind transmis în 2006 de către Canalul Disney Anglia. High School Musical a fost foarte criticat pentru faptul că este o adaptare modernă a filmului Romeo și Julieta, fiind o poveste despre 2 tineri de la liceu - Troy Bolton (Zac Efron), căpitanul echipei de baschet, și Gabriella Montez (Vanessa Anne Hudgens), o frumoasă studentă care s-a transferat aici și care excelează în matematică și științe Disney Channel, cu o variantă subtitrate în limba română.
HSM 1 : Filmul începe cu o petrecere de anul nou la care Gabriella Montez și Troy Bolton cântă împreună karaoke fară a se cunoaște. Când începe școala, ei descoperă că sunt în aceeași clasă (Gabriella s-a mutat împreună cu mama ei în New Mexico). Cei doi devin prieteni și cântă împreună la o preselecție. Sharpay și Ryan (doi frați din aceeași școală) încearcă să îi detroneze pe Troy și Gabriella de pe locul 1 la muzică. Gabriella fiind o fată matematiciană și deșteaptă participă la decatronul academic, iar Troy un bun baschetbalist la campionatul pe țară. Sharpay face ca decatornul academic, un meci foarte important de baschet și preselecțiile de muzică, să fie în același timp. Acest lucru îi împiedică puțin pe cei doi dar, în final reușesc să câștige tot ce și-au propus.
HSM 2 : În al doilea film din triologia High School Musical, ne este prezentată vacanța de vară a tinerilor de la East High Wildcats. Aceștia ajung să lucreze pe timpul verii la o proprietate luxoasă care aparține tatălui lui Sharpay și Ryan. Vara este plină de acțiunile șirete ale lui Sharpay, care ordonează munictorului ei, Fulton, să le dea sarcini grele liceenilor ca să renunțe la locul de muncă, aceasta vrând să rămână doar cu Troy. Troy și coechipierii lui de echipă își strică prietenia pe baza unei alegeri făcute de acesta. De asemenea, și relația cu Gabriella se destramă din cauza geloziei lui Troy față de Ryan. Troy i-a promis lui Sharpay că o să cânte cu ea la spectacolul de talente, însă o anulează, alegându-și prietenii. Spectacolul final a fost făcut de Troy și Gabriella, aceștia împăcându-se la sfârșit.

## Personaje
- Troy Bolton - Zac Efron
- Gabriella Montez - Vanessa Hudgens
- Sharpay Evans - Ashley Tisdale
- Ryan Evans - Lucas Grabeel
- Chad Danforth - Corbin Bleu
- Taylor McKessie - Monique Coleman
- Jack Bolton - Bart Johnson
- Ms. Darbus - Alyson Reed
- Kelsi Nielsen - Olesya Rulin
- Zeke Baylor - Chris Warren Jr.
- Jason Cross - Ryne Sanborn
- Martha Cox - Kaycee Stroh
- Mrs. Lucille Bolton - Leslie Wing Pomeroy

## Muzică
- "Start of Something New" 	 de Troy și Gabriella
- "Get'cha Head in the Game" 	 de Troy și jucătorii de baschet
- "What I've Been Looking For" 	 de Ryan și Sharpay
- "What I've Been Looking For (Reprise)" 	 de Troy și Gabriella
- "Stick to the Status Quo" 	 de Sharpay, Ryan, Zeke, Martha, Skater Dude
- "When There Was Me and You" 	 de Gabriella
- "Bop to the Top" 	 de Sharpay și Ryan
- "Breaking Free"	  de Troy și Gabriella
- "We're All in This Together" 	 de Troy, Gabriella, Ryan, Sharpay